# Grafkapel van de familie Van Spaendonck-Brouwers
De grafkapel van de familie Van Spaendonck-Brouwers op de rooms-katholieke begraafplaats Binnenstad in de Nederlandse stad Tilburg is een rijksmonument.

## Achtergrond
De kapel werd in opdracht van de bankiersfamilies Van Spaendonck en Brouwers door de Firma L. Petit opgericht in neoclassicistische stijl.

## Beschrijving
De kapel is opgetrokken in grijs graniet op een vierkant grondplan en heeft ingebogen hoeken. In de voorgevel is een bronzen deur aangebracht met aan de onderkant twee Andreaskruisen en een bovenlicht met een kruis omgeven door een stralenkrans. Erboven, in reliëf, de tekst "IN MEMORIAM". In de ingebogen hoeken zijn oculi aangebracht met in glas in lood de symbolen van de vier evangelisten. Boven op het koepeldak is een lantaarn geplaatst, bekroond door een kruis.
Aan beide zijden van de kapel is een muur met opschriften geplaatst. Aan de linkerzijde: "Antonius Ign. Corn. / van Spaendonck / *19 juni 1868 / +20 october 1920 / Maria Th.F.C. v. Spaendonck / geb. Brouwers / *23 sept. 1865 / +19 maart 1933 / in leven vereenigd / gestorven niet gescheiden". Aan de rechterzijde: "Henri M.J.C. Brouwers / *31 october 1859 / +24 juni 1932 / Antoinette A.M.C. Brouwers / *29 november 1853 / +13 juli 1937 / Lucie J.M.C. Brouwers / *18 dec. 1882 / +28 jan. 1954 / Josephina M.A. Brouwers / geb. van Spaendonck / *15 maart 1872 / +2 nov. 1963".

## Waardering
Het grafmonument werd in 2002 in het Rijksmonumentenregister opgenomen. "Het heeft cultuurhistorische waarde als bijzondere uitdrukking van een sociale en geestelijke ontwikkeling, in het bijzonder de katholieke grafcultuur en tevens vanwege de typologie. Het monument is tevens van belang vanwege de architectuurhistorische waarden welke tot uitdrukking komen in de toegepaste architectuur, het materiaalgebruik en de gaafheid van het geheel. Het object is bovendien van belang als onderdeel van een groter geheel dat cultuurhistorisch, architectuurhistorisch en stedenbouwkundig van belang is als de eerste katholieke begraafplaats van Tilburg."